# 噻二唑
噻二唑是唑类化合物的一个亚族，噻二唑的名称源自汉奇-威德曼命名法。从结构上看，它们是含有1个硫原子和2个氮原子的五元杂环化合物。它们由于两个双键和硫孤对而成为芳香环。根据杂原子的相对位置，存在四种可能的结构；这些形式不会相互转化，因此是结构异构体而不是互变异构体。这些化合物本身很少被合成并且没有特殊的应用，然而，以它们作为结构基序的化合物在药理学中相当常见。 1,3,4-噻二唑是最常见的，出现在头孢唑啉和乙酰唑胺等药物中。

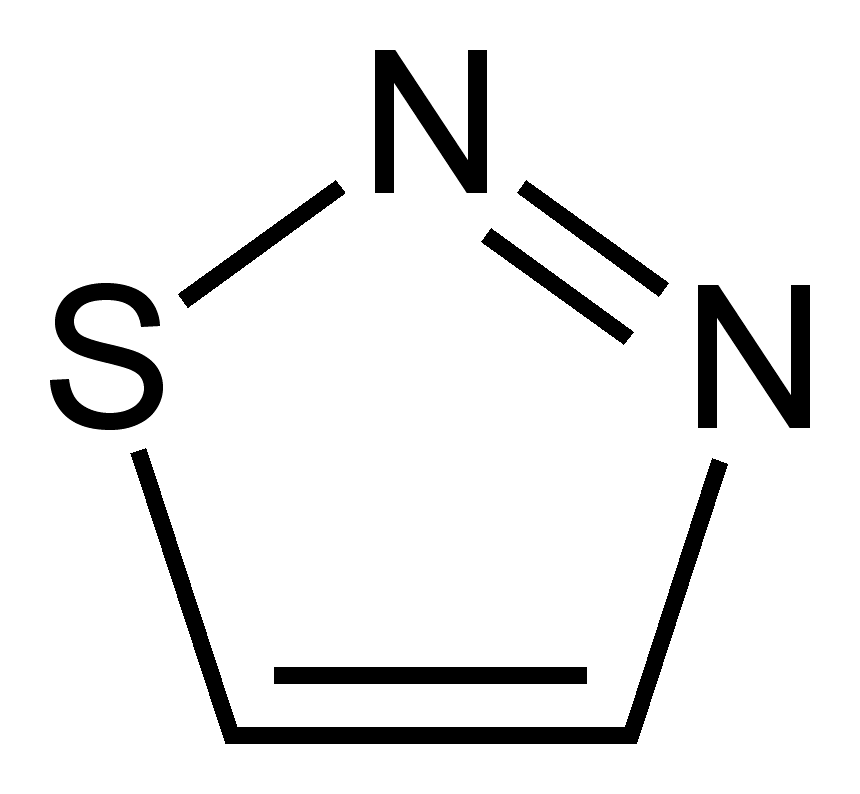
1,2,3-噻二唑
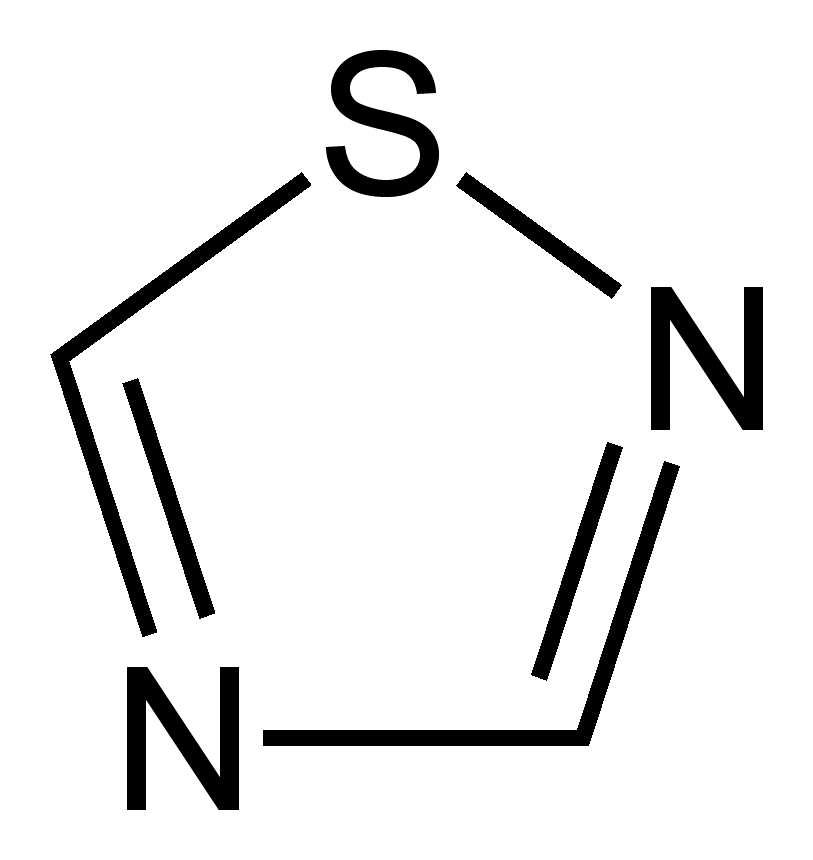
1,2,4-噻二唑
1,2,5-噻二唑
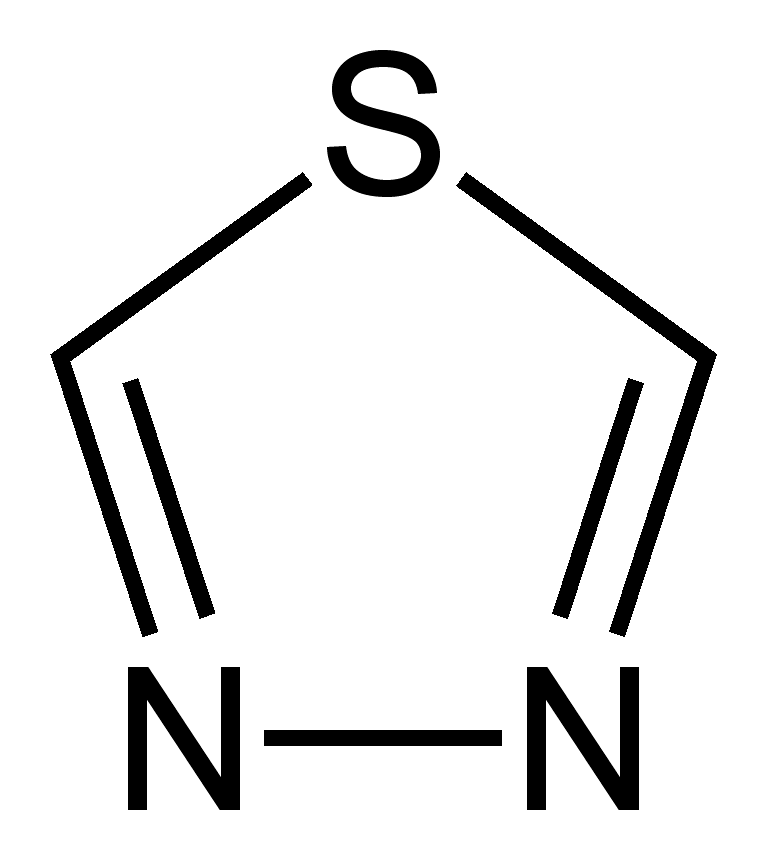
1,3,4-噻二唑